# Larinia pubiventris
Larinia pubiventris är en spindelart som beskrevs av Simon 1889. Larinia pubiventris ingår i släktet Larinia och familjen hjulspindlar. Inga underarter finns listade i Catalogue of Life.